# HideのオールナイトニッポンR
『hideのオールナイトニッポンR』（ヒデのオールナイトニッポンアール）は、ニッポン放送の深夜放送『オールナイトニッポンR』で	1998年4月11日（10日深夜）から1998年5月2日（1日深夜）までhideがパーソナリティを担当したラジオ番組である。

## 放送時間
- 土曜日3:00 - 5:00（金曜日深夜27:00 - 29:00）[1]

## 概要
X JAPANの解散後、本格的にソロ活動をスタートしたhideを起用して放送を開始した。
当初の放送は当時hideが滞在していたロサンゼルスにディレクターの節丸らが出向き、3泊5日で4回分を収録して放送した。
しかし、1998年5月2日、hideが33歳で死去したことにより、本番組は事実上終了した。1998年5月8日には追悼特別番組「オールナイトニッポン hide special ever free」（25:00 - 29:00）を放送した。（司会は東海林のり子）